# 摩洛哥絨毛黑鱷背蠍
摩洛哥絨毛黑鱷背蠍（英語：Hottentotta gentili），是一種多分布於摩洛哥沙漠地區的蠍子。

## 介紹
這是一種大型鰐背蠍，肛吻可達到70-110公釐，通體為黑色鉗子末端以及尾刺呈暗紅色，於其他鰐背不同的是在它的尾部有大量絨毛。通常雄性7L為成體，雌性8L為成體。摩洛哥絨毛黑鰐背蠍能夠忍受較高的溫度，然而溫度低於13攝氏度時可能會引起死亡。食物方面多食小型昆蟲，對櫻桃蟑螂最為喜愛。這種蠍子性格較為暴躁，特別是觸碰到它尾部的絨毛時會進入預備攻擊狀態。毒性數據尚不明確。櫛狀器數目32-35為公蠍，26-31為母蠍。